# Феоктистовка
Феокти́стовка — деревня в Асиновском районе Томской области, Россия. Входит в состав Большедороховского сельского поселения.

## География
Село находится на берегу реки Итатка, в нескольких километрах от впадения её в Чулым. На северо-западе к деревне вплотную примыкает город Асино.

## История
В 1926 году состояла из 74 хозяйств, основное население — русские. В административном отношении входила в состав Ксеньевского сельсовета Ново-Кусковского района Томского округа Сибирского края.

## Население
| 1926 | 1939 | 1959 | 1970 | 1979 | 1989 | 2002 |
| ---- | ---- | ---- | ---- | ---- | ---- | ---- |
| 411  | ↗737 | ↘402 | ↘378 | ↘351 | ↘278 | ↘265 |
| 2010 | 2012 | 2013 | 2014 | 2015 | 2019 | 2021 |
| ↗273 | ↗276 | ↘267 | ↘249 | →249 | ↗253 | ↘242 |

## Социальная сфера и экономика
У населения имеются частные подворья. Основной вид деятельности — сельское хозяйство (скотоводство и растениеводство).
Работает фельдшерско-акушерский пункт.
Ближайшая средняя (полная) общеобразовательная школа находится в селе Больше-Дорохово — центре поселения.